# Геморой
Геморо́й (грец. Αιμορροΐδες, дос. «потік крові», від грец. αίμα — «кров» + грецька ρέω — «потік») — гіперпластично змінена кавернозна тканина прямої кишки, що діагностується у вигляді вузлових утворень. Виникає внаслідок посиленого притоку артеріальної крові в кавернозні тільця та недостатнього відтоку венозної крові.

## Історія

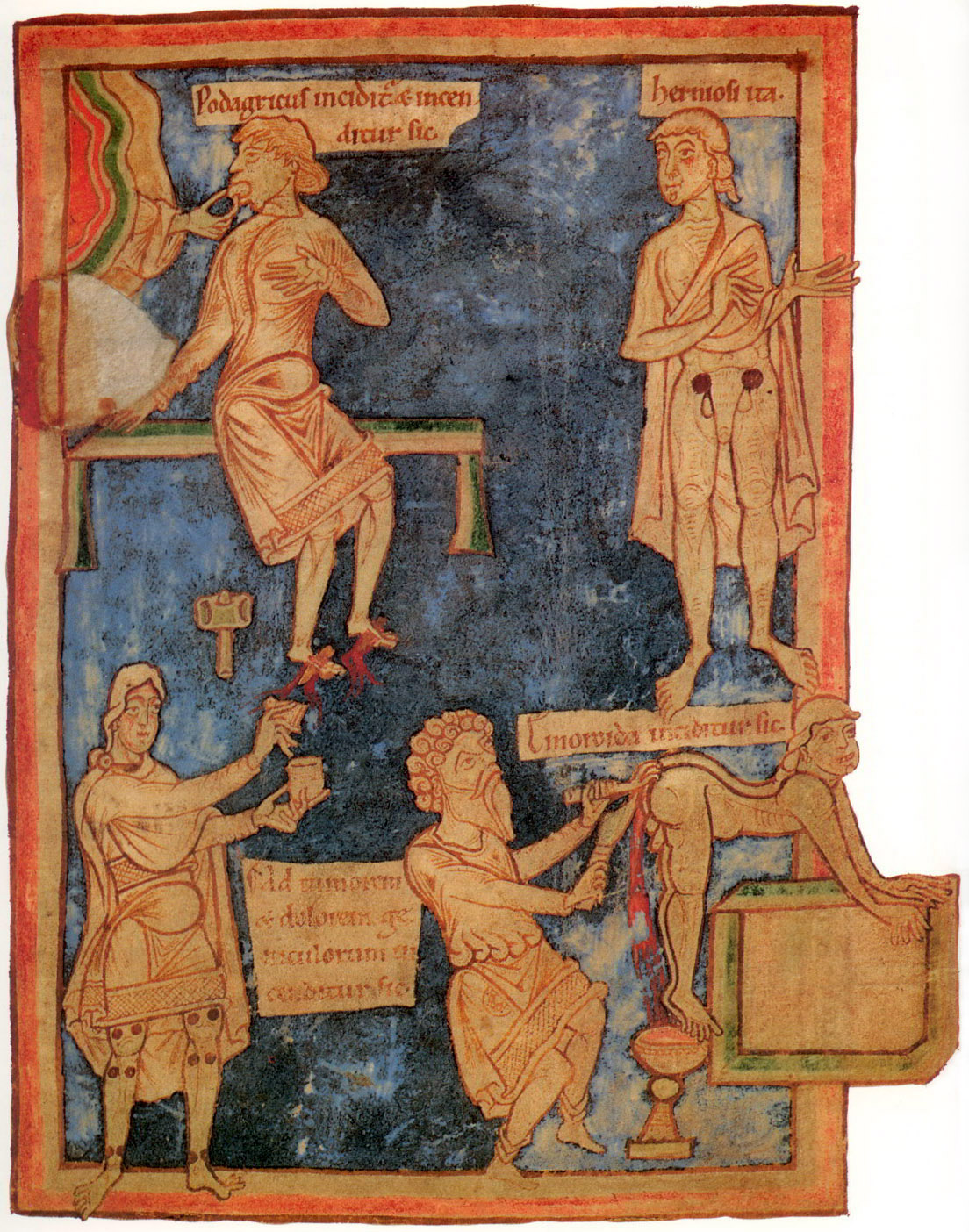
Англійська мініатюра 11-го століття. Праворуч виконують операцію з лікування геморою.

Перша згадка про цю хворобу датується 1700 роком до нашої ери і міститься на єгипетському папірусі, де написано: «…Ти повинен створити за рецептом дуже дієву мазь: мелене листя акації необхідно розтерти та зварити. Вмочити у відварі тонке полотно і покласти на анус — одужання настане негайно». У 460 році до нашої ери у Збірнику Гіппократа описується лікування, подібне до сучасного методу перев'язки гумовими бинтами: «Геморой можна лікувати, проколовши голкою і зв'язавши дуже товстою вовняною ниткою; не чіпати, доки не відпаде, завжди залишаючи один позаду. Після одужання пацієнта йому потрібно було пройти курс чемериці». Геморой ймовірно описувався у Біблії.
Цельс (25 р. до н. е. — 14 р. н. е.) описав процедури перев'язки і видалення, а також можливі ускладнення. Гален обстоював роз'єднання артерій з венами, мовляв, це зменшує біль і поширення гангрени. Сушрута-Самхіта (4-5 ст. н. е.) повторює слова Гіппократа, але наголошує на чистоті ран. У 13-му столітті європейські хірурги Ланфран Міланський, Гі де Шоліак, Анрі де Мондвіль і Джон Арден зробили значний поступ у розвитку хірургічних прийомів.
Вперше слово «геморой» було вжито в англійській мові у 1398 р., що походить від давньофранцузької «emorroides» і латинської «hæmorrhoida -ae», та було запозичено з грецької «αἱμορροΐς» (haimorrhois), «схильний до виділення крові», від «αἷμα» (haima), «кров» + «ῥόος» (rhoos), «потік, течія», власне від «ῥέω» (rheo), «текти, струменіти».

## Рівень захворюваності
Рівень захворюваності може бути різний, та залежить від багатьох чинників.
Вважається, що принаймні 50 відсотків населення США у певний період життя хворіє на симптоматичний геморой, а близько 5 відсотків американців хворіє у будь-який взятий період. Прояв хвороби відбувається приблизно однаково для обох статей, причому найбільше хворіють люди віком 45-65  років. Частіше хворіють представники європеоїди, а також люди з вищим соціальним статусом. Довгострокові результати загалом позитивні, однак у деяких людей спостерігаються симптоматичні епізоди. Лише незначна частина хворих врешті потребує хірургічного втручання.

## Класифікація
За етіологією:
- Вроджений (спадковий)

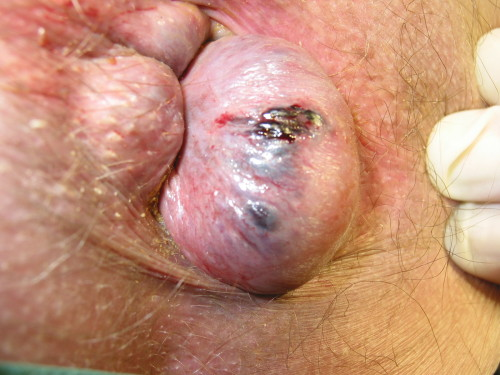
Тромбовані гемороїдальні вузли

- Набутий: первинний або вторинний (симптоматичний)

За клінічним перебігом:
- Гострий
- Хронічний

За розташуванням:
- Зовнішній (підшкірний)
- Внутрішній (підслизовий)

Ступені тяжкості внутрішнього геморою:
1. I (Перший) ступінь — виявляються набряклі та, можливо, кровоточиві гемороїдальні вузли
2. II (Другий) ступінь — вузли випадають та можуть вправитися самостійно
3. III (Третій) ступінь — вузли, що випали, можна вправити тільки інструментально або за допомогою маніпуляцій руками
4. IV (Четвертий) ступінь — вузли неможливо вправити.

## Етіологія
Точна причина симптоматичного геморою невідома. Вважається, що мають значення багато чинників, зокрема й нерегулярне випорожнення (закреп чи пронос), брак фізичних вправ, харчові звички (їжа з малим вмістом харчових волокон), підвищений внутрішньочеревний тиск (тривалі перевантаження, асцит, періанальні вузли або вагітність), генетика, відсутність клапанів у гемороїдальних венах і похилий вік. Інші чинники, що, як вважається, підвищують ризик розвитку хвороби, — це ожиріння, тривале сидіння, хронічний кашель і дисфункція тазового дна. Проте існує мало підтверджень такого зв'язку.
Під час вагітності тиск плоду на черевну порожнину і гормональні зміни призводять до збільшення гемороїдальних судин. Вагітні зрідка потребують хірургічного втручання, оскільки симптоми зазвичай зникають після пологів.

### Фактори, що сприяють виникненню геморою
- Спадковість та схильність
- Порушення відтоку крові у прямій кишці
- Запальні процеси та явища, пов'язані з утворення пухлин у кишечнику та печінці
- Вагітність та пологи
- Ожиріння
- Хронічні запори
- Малорухомий спосіб життя, сидяча робота
- Діяльність, пов'язана із великими фізичними навантаженнями
- Неправильне харчування (алкоголь, гостра їжа та ін.)
- Стрес
- Травматична девульсія анусу та ампули

## Патогенез
Гемороїдальні подушки — звичайна частина анатомії людини, вони стають патологічною хворобою лише у разі аномальних змін. У нормальному стані  в задньопрохідному каналі є три головні подушечки. Зазвичай, вони розташовані зліва збоку, праворуч спереду, праворуч ззаду. В їхньому складі немає артерій, вен, лише кровоносні судини, що називаються синусоїдами, а також сполучна тканина і гладкі м'язи. Стінки синусоїд не містять м'язових тканин на відміну від вен. Цей набір кровоносних судин називається гемороїдальним сплетенням.
Гемороїдальні подушки мають важливе значення для керування випорожненням. Вони створюють 15-20 відсотків тиску для закриття ануса у стані спокою і захищають м'язи анального сфінктера під час випорожнення. Під час напружування зростає внутрішньочеревний тиск, і гемороїдальні подушки збільшуються, щоб анус залишався закритим. Вважається, що ознаки геморою з'являються, якщо ці судинні структури вислизають, або надзвичайно зростає венозний тиск. Підвищений тиск зовнішнього м'яза-затискача відхідника (сфінктера), може також призводити до прояву симптомів геморою. Є два види геморою: внутрішній — у верхньому гемороїдальному сплетенні і зовнішній — у нижньому гемороїдальному сплетенні. Розподілом слугує прямокишкова анальна лінія.
В основі геморою лежить патологія кавернозних судинних сплетінь у підслизовому шарі дистальної частини прямої кишки. Ця патологія являє собою гіперпластичну зміну кавернозної тканини прямої кишки, зумовлену посиленим притоком артеріальної крові до кавернозних тілець по равликових артеріях та утрудненим відтоком її відвідними венулами. У 2/3 випадків кавернозні тільця утворюють групи, що локалізуються на 3,7, 11 годинах (положення на спині), відповідно розташуванню судин. У 1/3 випадків вони розташовуються дифузно.
Внутрішні гемороїдальні вузли пов'язані із системою верхньої прямокишкової артерії. Зовнішні вузли утворюються з артеріального сплетення нижніх гемороїдальних судин, що рівномірно розподіляються під перианальною шкірою навколо заднього проходу, через що відсутня їхня чітка локалізація.

## Клінічні прояви

Зовнішній геморой навколо ануса

Для геморою зазвичай притаманні дві основні ознаки — кровотеча (51 %) і випадання вузлів з анального каналу (37 %). Для цього захворювання також властиві такі симптоми, як анальний свербіж (9 %), відчуття дискомфорту в анальному каналі (5 %), виділення слизу (2 %).
Геморой перебігає гостро або хронічно, але по суті це фази одного і того ж процесу. При хронічному геморої відбувається виділення яскраво-червоної крові під час дефекації, випадання гемороїдальних вузлів, «тупий» безперервний біль в задньому проході, свербіння.
Гострий геморой (аноректальний тромбоз, тромбофлебіт гемороїдальних вен) відзначається гострим порушенням кровопостачання гемороїдальних вузлів (тромбоз). Клінічна картина проявляється такими симптомами та ознаками: болі в ділянці анального каналу, випаданням набрякового гемороїдального вузла, який не вправляється в просвіт анального каналу, запальні явища в ньому.
Хворі з цією патологією потребують невідкладного надання медичної допомоги. При гострому геморої виникає значне розширення ректальних венозних сплетень, що веде до запалення та утворення виразки слизової прямої кишки.
Внутрішній і зовнішній геморої можуть проявлятися по-різному; однак у багатьох пацієнтів виявляється поєднання обох захворювань. Випадки появи анемії внаслідок кровотечі рідкісні, ще менш типова кровотеча із загрозою для життя. Багато людей соромляться цієї проблеми і часто звертаються по медичну допомогу, лише коли хвороба стає задавненою.
Симптоми патологічного геморою різняться залежно від його виду. Внутрішній геморой відзначається безболісною ректальною кровотечею, а коли наявний зовнішній геморой, можуть з'явитися незначні симптоми або сильний біль і розбухання в зоні ануса у разі тромбозу. Багато людей неправильно називають «гемороєм» будь-який симптом, який проявляється в анально-ректальній зоні, нехтуючи серйозними причинами симптомів. Попри те, що точна причина появи геморою залишається невідомою, вважається, що низка чинників, які підвищують внутрішньочеревний тиск, зокрема закреп, мають значення у розвитку хвороби.

### Зовнішній геморой
Без тромбозу зовнішній геморой не спричинює багато незручностей. Однак тромбозний геморой може бути дуже болісним. Проте такий біль, здебільшого, припиняється через 2-3  дні. Розбухання може відчуватися ще протягом декількох тижнів. Після загоєння може залишитися папілома. Якщо геморой великий і створює проблеми для гігієни, він може подразнювати шкіру навколо, спричинюючи при цьому свербіння.

### Внутрішній геморой
Внутрішній геморой зазвичай проявляється безболісною яскраво-червоною ректальною кровотечею під час або після випорожнення. Кров вкриває кал, що також називається виходом кривавих фекалій, з'являється на туалетному папері або крапає в унітаз. Кал водночас має звичайне забарвлення. Серед інших можливих ознак — слизисті виділення, періанальні вузли, якщо вони випадають крізь анус, свербіння і нетримання калу. Внутрішній геморой спричинює біль, лише якщо виникає ускладнення: тромбування чи некроз.

## Діагностика
| Стадія | Діаграма | Ілюстрація      |
| ------ | -------- | --------------- |
| 1      |          | Endoscopic view |
| 2      |          |                 |
| 3      |          |                 |
| 4      |          |                 |

Геморой діагностується під час фізичного огляду. Під час огляду ануса і навколишньої зони можна діагностувати зовнішній геморой чи геморой з випадінням вузлів. З метою виявлення можливої ректальної пухлини, поліпів, збільшеної простати або абсцесу, може проводитися ректальне дослідження. У зв'язку з болем таке дослідження неможливо проводити без відповідної анестезії, хоча більшість випадків внутрішнього геморою не пов'язана з больовими відчуттями. Для візуального підтвердження внутрішнього геморою може знадобитися аноскопія, що проводиться із використанням пристрою із порожньої трубки й освітлювального пристрою на одному кінці. Як зазначалося вище, існує два види геморою: зовнішній і внутрішній. Їх розрізняють залежно від розташування стосовно прямокишкової анальної лінії. У деяких пацієнтів можуть одночасно спостерігатися симптоматичні версії обох видів. Якщо наявні больові відчуття, це скоріше свідчить про анальну тріщину або зовнішній геморой, аніж про внутрішній геморой.
Під маскою геморою (особливо при виділенні крові) нерідко протікають такі захворювання, як поліпи та колоректальний рак.
Диференційний діагноз проводиться із випадінням прямої кишки, парапроктитом, поліпами анального каналу, раком, анальною тріщиною та стороннім тілом прямої кишки.
Дослідження:
- Огляд
- Пальцеве дослідження
- Ендоскопія
  - Ректальне дослідження (дзеркало)
  - Аноскопія
  - Ректороманоскопія
- Ірігографія та фіброколоноскопія (за показаннями)

Діагностика геморою не складає труднощів в більшості випадків. Діагноз, здебільшого, виявляється після опитування хворого і першого амбулаторного огляду. Під час огляду оцінюється ступінь випадіння вузлів з анального каналу, можливість їх зворотного вправляння, шкірні покриви анальної області, наявність та ступінь кровоточивості.
Для відкидання онкологічних проблем проводять ректороманоскопію, дослідження прямої і сигмоподібної кишок, коли оглядається слизова цих областей.

### Диференційна діагностика
Диференційна діагностика геморою проводиться за наступними розладами:
- З анальною тріщиною, яка також може давати кровотечу і біль в області анусу.
- Випадання слизової або всієї прямої кишки, водночас утворення має циліндричну форму.
- З раком прямої кишки, коли також присутня кровотеча.

Багато аноректальних розладів, разом з тріщинами, фістулами, абсцесами, колоректальним раком, варикозним розширенням ректальних судин i свербінням мають подібні симптоми і можуть бути неправильно названі гемороєм. Ректальна кровотеча може також відбуватися через колоректальний рак, коліт, дивертикульоз і ангіодисплазію. За наявності анемії необхідно також розглянути інші можливі причини.
Інші стани, що спричиняють анальні вузли, — це папіломи, анальні бородавки, пролапс прямої кишки, поліпи і збільшені анальні папіли. Варикозне розширення аноректальних судин може мати подібні до геморою симптоми через портальну гіпертензію (підвищений кров'яний тиск у системі ворітної вени), але захворювання буде іншим.

### Внутрішній геморой
Внутрішній геморой з'являється над прямокишковою анальною лінією. Він покритий циліндричним епітелієм, в якому немає рецепторів Залежно від ступеня випадіння його поділили у 1985 році на чотири стадії..
- Стадія I: Без випадіння. Лише кровоносні судини, що випинають[19].
- Стадія II: Випадіння після навантаження з подальшим мимовільним вправленням.
- Стадія III: Випадіння після навантаження, що вимагає ручного вправлення.
- Стадія IV: Випадіння, що не може бути вправлене вручну.

### Зовнішній геморой
Зовнішній геморой з'являється під гребінчастою або прямокишковою анальною лінією. Він вкритий проксимально анодермом і дистально — шкірою, що зумовлює чутливість до болю і температури.

## Лікування
Початкове лікування незначного і середнього ступеня хвороби полягає у збільшеному споживанні клітковини (харчові волокна), достатньому вживанні чистої води (3-4% від ваги тіла на добу) для підтримки гідратації та попередження закрепів; прийомі препаратів діосміну та гесперидину для підвищення тонусу венозної стінки; використанні свічок; для усунення болю й інших симптомів використовують НПЗП. Якщо симптоми не полегшуються або стан не покращується завдяки консервативному лікуванню, застосовуються деякі малі операції. Хірургічне втручання використовується в разі недієвості інших заходів.
Серед методів нетрадиційної медицини використовують шкірки цитрусових в чаї і господарське мило.

### Тактика лікування
При гострому геморої тактика лікування залежить від ступеня процесу.
Під час гострого геморою першого, другого ступеню — консервативне лікування.
1. Зміна харчування — вживання достатньої кількості харчових волокон (овочі, фрукти), достатнє вживання чистої води (приблизно 1/30 від ваги тіла на добу[22][23][24][25]) для підтримки гідратації та попередження закрепів.
2. Обов'язково призначення препаратів, що підвищують тонус вен (флеботропні препарати) — препарати з діосміном та гесперидином, краще їх поєднання.
3. Для зняття больового синдрому у разі гострого геморою, пов'язаного з обмеженням тромбованого гемороїдального вузла або виникненням гострої анальної тріщини, показане застосування ненаркотичних анальгетиків і місцевих комбінованих знеболювальних та протизапальних препаратів.
4. Від кровотечі використовуються свічки, що містять адреналін, а також місцеві кровоспинні засоби.

Коли наявний третій ступінь гострого геморою, показано оперативне втручання — гемороїдектомія.
У разі хронічного геморою консервативна терапія в більшості випадків, ефективна у пацієнтів з I та II ступенем хронічного геморою і у багатьох недужих проводиться майже протягом всього життя з часу розвитку захворювання. Щадна дієта, відмова від алкоголю і гострої їжі, регулювання стулу, попередження постійних ушкоджень у місці заднього проходу, водний туалет після випорожнення, застосування венотонічних препаратів діосміну та гесперидину, свічок і мазей дозволяє пацієнтам «співіснувати» з гемороїдальною хворобою майже без дискомфорту.
Консервативне лікування хронічного геморою полягає в призначенні різних венотонічних препаратів, болезаспокійливих і протизапальних свічок, лікарських мікроклізм, сидячих ван. Слід зазначити, що будь-яке лікування геморою може бути недостатньо дієвим, якщо не проводити терапію супутніх захворювань шлунково-кишкового тракту, насамперед товстої кишки. Неодмінними умовами є лікування коліту та проктосігмоідіту, позбавлення від запорів.
При частих загостреннях захворювання, виражених кровотечах хворим з хронічним гемороєм першої та другої стадії можливе застосування малоінвазивних методів лікування.
У першій стадії хронічного геморою використовується інфрачервона коагуляція.
У другій стадії хронічного геморою застосовують інфрачервону коагуляцію, лігування латексними кільцями гемороїдальних вузлів, ТГД (трансанальна гемороїдальна деартеріалізація)
У третій стадії хронічного геморою застосовується лігування латексними кільцями гемороїдальних вузлів, ТГД (трансанальна гемороїдальна деартеріалізація).
За четвертої стадії хронічного геморою виконується ТГД, операція Лонго, класичні операції (гемороїдектомія).

### Консервативне лікування
Як вже зазначалося, консервативне лікування полягає у харчуванні, багатому на харчові волокна,  достатньому вживанні чистої води (3-4% від ваги тіла на добу) для підтримки гідратації та попередження закрепів, приймання препаратів діосміну та гесперидину для підвищення тонусу венозної стінки, свічок, прийомі нестероїдних протизапальних препаратів (НПЗП), відпочинку. Збільшене вживання харчових волокон (клітковини) (фрукти, овочі, зелень, висівки), як показав досвід, покращує результат. Немає, щоправда, свідчень на підтвердження позитивної дії сидячих ванн. В разі проведення такої процедури її тривалість необхідно обмежити 15 хвилинами.
Попри велику кількість засобів місцевої дії і супозиторіїв, що існують для лікування геморою, на підтвердження їхньої ефективності існує мало свідчень. Засоби з вмістом стероїдів не можна використовувати понад 14 днів, оскільки вони можуть спричинити зменшення товщини шкіри. Більшість препаратів складається з комбінації активних інгредієнтів. Вони можуть містити захисний крем, як наприклад, вазелін чи оксид цинку, анальгетик, наприклад, лідокаїн, і засіб для звуження судин, як от епінефрин. Симптоми зазвичай зникають після вагітності, тож активне лікування часто відкладається на післяпологовий час.

### Хірургічне лікування
У разі недієвості консервативного лікування і простих операцій використовують низку хірургічних прийомів. Будь-яке хірургічне втручання пов'язане з деякими ускладненнями, зокрема кровотечу, зараження, анальну стриктуру і затримку сечі через близьке розташування прямої кишки до нервів, які проходять до сечового міхура. Існує незначний ризик нетримання калу, особливо рідкого, ймовірність чого становить 0-28 відсотків. Після гемороідектомії (часто у супроводі анального стенозу) може з'явитися слизовий ектропіон. Це коли анальна слизова оболонка вивертається з ануса, подібно до дуже м'якої форми пролапсу прямої кишки.
- Ексцизійна гемороїдектомія — це хірургічне видалення геморою, що здійснюється лише у деяких випадках.[12] Вона пов'язана зі значним постоперативним болем; необхідно 2-4  тижні на одужання.[12] Однак для хворих із 3-ю стадією геморою ця операція забезпечує більш довготривалий ефект, ніж перев'язка гумовими бинтами.[33] Це лікування показане для хворих з тромбозним зовнішнім гемороєм, якщо його провести впродовж 24-72 годин.[17][19] Втирання нітрогліцерину допомагає подолати біль і пришвидшує загоєння.[34] Оперативне лікування
  - Метод Лонго
  - Гемороїдектомія: закрита, відкрита та підслизова.
- Доплерівська трансанальна гемороїдальна деартеріалізація — мінімально інвазивне лікування за допомогою ультразвукового доплера для точного розташування потоку артеріальної крові. Артерії «зав'язують», а частину, що випала, пришивають у нормальне положення. Такий метод має дещо вищу ймовірність повторення симптомів, але меншу ймовірність ускладнень у порівнянні з гемороїдектомією.[12]
- Степлерна гемороїдектомія, також відома як степлерна гемороїдопексія, — це процедура видалення збільшеної гемороїдальної тканини і повернення залишку гемороїдальної тканини у нормальне анатомічне положення. Загалом ця операція менш болісна і пов'язана з меншим періодом загоєння у порівнянні з повним видаленням геморою.[12] Однак відновлення симптоматичного геморою більш ймовірне, ніж при звичайній гемороїдектомії,[35] тому цю операцію рекомендують на 2-й чи 3-й стадії хвороби.[19]
- Малоінвазивні методи:
  - інфрачервона фотокоагуляція
  - склеротерапія
  - лікування латексними кільцями — серед усіх малоінвазивних технологій у проктології нині найчастіше застосовується метод лікування, запропонований Барроном ще в 1965 році. В Україну він прийшов у середині 90-х років. Метод дуже простий і полягає у втягуванні судинної ніжки і тканини гемороїдального вузла у вакуумну камеру, а потім на вузол скидається гумове кільце, яке перетискає судину, що живить гемороїдальний вузол, і той протягом 3-5 днів некротизується і виходить назовні разом із кільцем. На місці некротизованого вузла утворюється невеликих розмірів рана, яка потім епітелізується. Пропагується цей метод як безболісний. Насправді ж ця процедура рідко переноситься так чудово, як того хотілося б. По-перше, вона повинна застосовуватися тільки при внутрішньому геморої. Але часто він супроводжується виникненням зовнішніх вузлів, у яких під час лігування внутрішніх гемороїдальних вузлів зазвичай настає тромбоз, що є небажаним результатом. По-друге, після відторгнення лігованого вузла може виникнути кровотеча. Тож лігування не завжди безпечне й безболісне.
  - електрокоагуляція

## Ускладнення
1. Кровотеча
2. Запалення
3. Тромбоз
4. Випадіння гемороїдальних вузлів
5. Інфекційні ускладнення

## Профілактика
Основні статті — Раціональне харчування, Здоровий спосіб життя.
Рекомендується уникати вживання алкоголю, надмірного вживання солодощів та м'ясних продуктів, уникати напруження під час випорожнення, уникати закрепів і проносу, споживати їжу, багату на клітковину, і вживати багато води (3-4% від маси тіла) або добавки на основі клітковини, а також достатньо виконувати фізичні вправи. Найменша добова потреба клітковини — 25 г для жінок і 38 г для чоловіків. Скинути вагу людям з надлишковою вагою, крім того, не піднімати важкі предмети, не сидіти на холодному, шкідлива поза - півприсідки, не вживати алкогольні напої.
Також рекомендується витрачати менше часу на випорожнення, не читати у туалеті. Спробувати випорожнюватися для цього не сідаючи на унітаз, а зависаючи над ним в позі лижника спираючись руками на коліна (сидіння на унітазі зменшує кровообіг і збільшує тиск в гемороїдальних вузлах, дає більше часу на розвиток геморою). Після випорожнення не витиратися сухим папером, він пошкоджує і так пошкоджену витончену шкіру вузлів - краще підмиватися дуже холодною водою в біде чи гігієнічним душем. В крайньому випадку дуже обережно користуватися вологими серветками чи змоченими сухими. Після випорожнення бажано розслаблено полежати не напрягаючи анус, не втягувати його, а навіть майже зовсім розслабити. Це також доречно і під час власне випорожнення - навіть не намагайтеся з перенапруженням витиснути з себе все до краплі,  краще зробіть все швидко, щоб сходити в туалет ще раз за декілька годин. Подразнені гемороїдальні вузли якраз дають відчуття не повного випорожнення і провокують людину напружуватися ще й ще, що призводить до перенапруження і ще більшого роздуття вузлів. Тож варто уникати будь-якого подразнення анусу гострою їжею, алкоголем, закрепами, проносами, анальним сексом,  а якщо вже таке сталося, то пам'ятайте, що тривале випорожнення не дасть нічого, крім погіршення геморою.
Зменшити будь-який тиск на куприк - наприклад, сидіння з висунутим уперед тазом, лежання на спині із обома зігнутими ногами (таке ж лежання на боці). Якщо носите високі і важкі рюкзаки (наприклад туристичні) звертайте увагу, щоб навпроти куприка було м'яке наповнення, а не казанок чи ще яка цеглина.
Помічайте кожен раз, що призводить до загострення геморою і уникайте таких дій - це велика робота над своїми повсякденними звичками. Навіть найякісніше операційне втручання не зможе забезпечити цілковитого видужання, якщо не змінити звички.

## Випадки захворювання серед відомих осіб
Бейсболіст із зали слави Джордж Бретт був відсторонений від гри у світовій серії 1980 року через гемороїдальний біль. Після перенесення незначного хірургічного втручання Бретт повернувся у бейсбол і в наступній грі саркастично пожартував: «…мої проблеми позаду». Наступної весни Бретт переніс ще одне хірургічне втручання. Консервативний політичний оглядач Гленн Бек переніс хірургічне втручання для лікування геморою, а згодом висвітлив цей неприємний досвід на відео, яке отримало багато переглядів у YouTube 2008 року.